# Trøffel
Trøffel er en fællesbetegnelse for en række arter af underjordiske, knoldformede svampe, som vokser på rødderne af visse træarter. Nogle af arterne er delikate og er meget dyre.
I champagneområdet serveres desserttrøfler med lokale trøfler (svampe).